# Knut Deppert
Knut Deppert, född den 8 maj 1957 i Neuruppin, är en tysk-svensk fysiker samt professor i aerosolfysik vid Lunds universitet.
Deppert läste kristallografi vid Humboldt-Universität zu Berlin och disputerade 1985 på sin doktorsavhandling Untersuchungen zur Flüssigphasenepitaxie von Pb(1-x)Sn(x)Te auf PbTe vid detta lärosäte. Från 1985 till 1990 utvecklade han halvledarstrukturer med hjälp av metallorganism gasfasepitaxi (MOVPE) under ledning av Klaus Thiessen vid Zentralinstitut für Optik und Spektroskopie vid Akademie der Wissenschaften der DDR i Berlin-Adlershof. Sedan 1991 forskar och undervisar han vid Lunds universitet inom områden som bland annat materialvetenskap och aerosolfysik. Han blev 2003 professor vid Lunds universitet och var 2012-2017 prefekt vid fysiska institutionen. Tillsammans med Lars Samuelson skapade han civilingenjörsutbildningen Teknisk nanovetenskap vid LTH som startade 2003. År 2011 tilldelades han Lunds universitets pedagogiska pris . Han är också en av upphovspersonerna bakom aerotaximetoden.